# 할로윈게
할로윈게(영어: halloween crab)는 뭍게과 좀비게속에 속한 화려한 육생성 게 종이다.
멕시코에서 파나마에 이르는 태평양 해안의 우림, 모래톱, 홍수림에서 발견된다. 예전에는 남아메리카 태평양 해안에서도 발견된다고 보고되었지만, 2014년 남아메리카의 게들은 Gecarcinus nobili라는 독립된 종으로 분류되었다.
대서양에 서식하는 버뮤다뭍게와의 분류학적 관계가 논쟁 중인데, 많은 사람들이 할로우니게와 버뮤다뭍게가 동종일 것이라고 생각한다.